# ویلهلم آگوست گولیکه

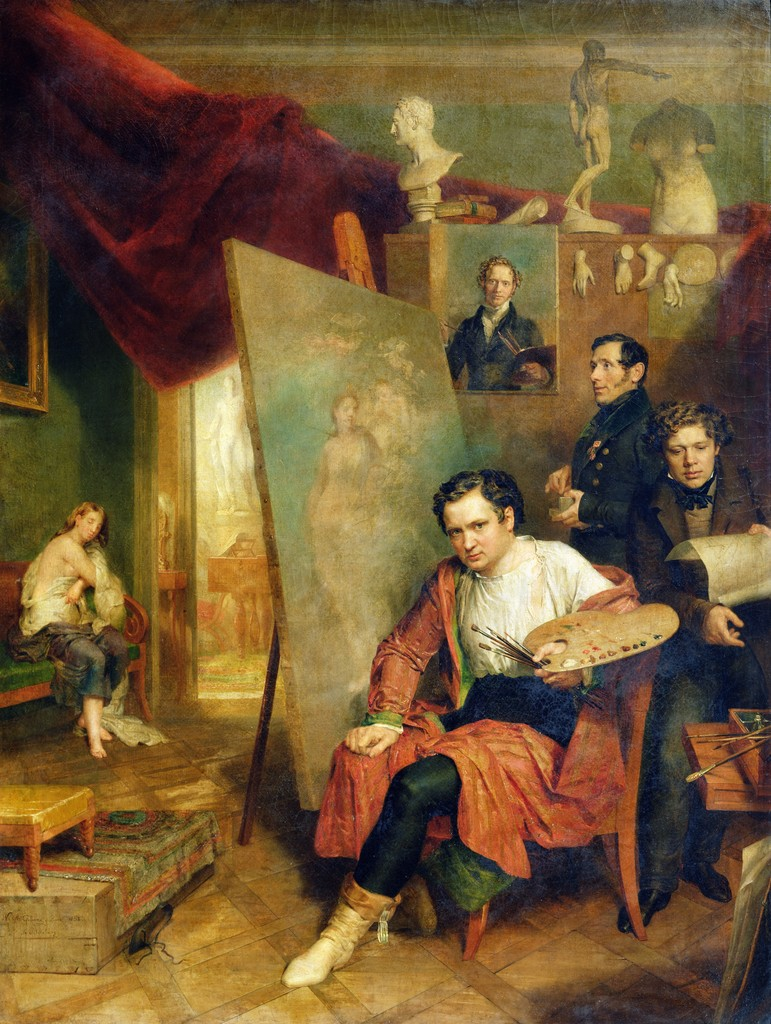
گلیک در هنرکده خود (۱۸۳۲)

ویلهلم آگوست گلیک (۱۸۰۲- ۵ ژوئیه ۱۸۴۸) یک نقاش آلمانی بالتیک بود. 

## زندگی و نقاشیها

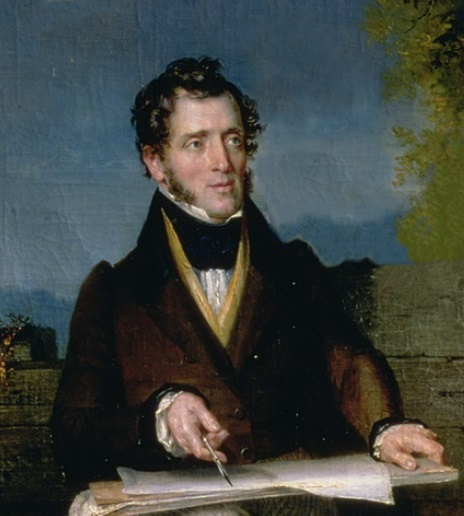
The painter George Dawe, cropped and modified version from „Group portrait including the artist George Dawe and a self portrait

وی در تالین یا سن پترزبورگ به دنیا آمد . وی در جامعه آلمانی تالین بزرگ شد ،  و در سن پترزبورگ در هنرکده های نقاش انگلیسی جورج داو تحصیل کرد. 
بین ۱۸۲۲و ۱۸۲۸ داو، همراه با گلیک و یکی دیگر از دانش آموزان خود، الکساندر پولیاکوف (۱۸۰۱-۱۸۳۵)، یک رعیت‌دار ، رنگ ۳۳۲ نقاشی از تزار و سرداری که خود را در جنگ علیه، شناخته شده بود ناپلئون .  نقاشیها در نگارخانه نظامی کاخ زمستان قرار داده شده اند . داو در طول کار مشترکشان با دوستان خوب گلیک شد و او را به خواست خود سالیانه واگذار کرد. 
بعد از مرگ داو ، گلیک در دانشکده هنرهای امپریال تحصیل كرد . وی در سال ۱۸۳۲ فارغ التحصیل شد و به عنوان "هنرمند مستقل"، نشانه شناخت رسمی شناخته شد.  در سال ۱۸۳۷، وی از انگلیس و ایتالیا دیدن کرد. وی در سال ۱۸۴۸ در سن پترزبورگ ، بر اثر  وبا درگذشت . 
کارهای او پس از داو عمدتاً از نقاشی های ژانر هنر ، طبیعت بی جان و صحنه هایی از تاریخ تشکیل شده بود. بسیاری از آثار او را می توان در نگارخانه ترتیاکوف در مسکو مشاهده کرد. 